# Laurent de Gouvion Saint-Cyr
Laurent markiz de Gouvion Saint-Cyr (ur. 13 kwietnia 1764 w Toul, zm. 17 marca 1830 w Hyères) – marszałek Francji, francuski minister wojny od 7 lipca 1815 do 26 września 1815 oraz od 12 września 1817 do 19 listopada 1819.

## Życiorys

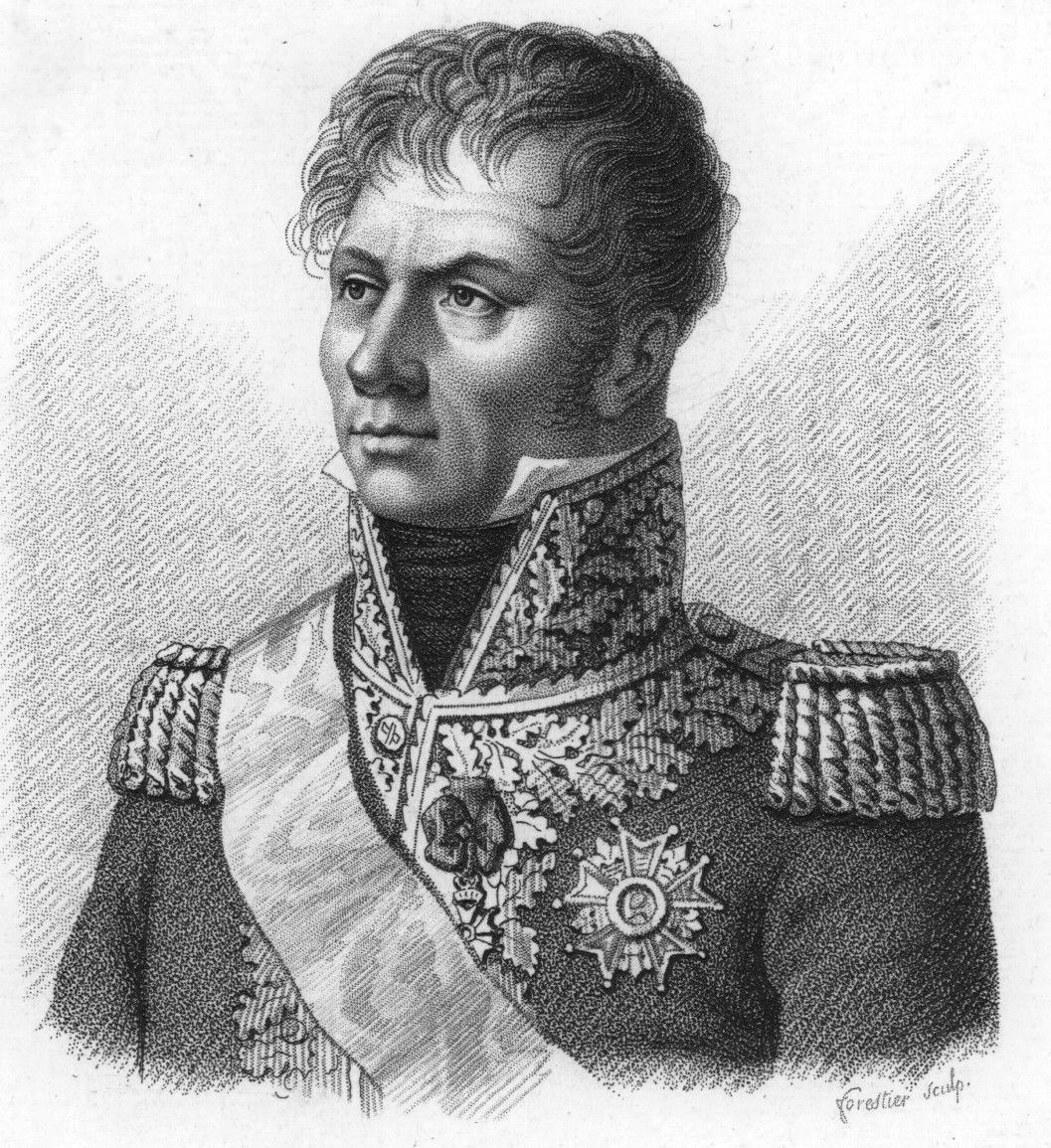
Laurent de Gouvion Saint-Cyr, Marszałek Cesarstwa Francuskiego

Laurent de Gouvion Saint-Cyr chciał zostać malarzem i w wieku 18 lat opuścił rodzinny dom w celu podjęcia studiów w Rzymie. Swoich osobistych planów nie udało mu się jednak zrealizować. Wracając do Paryża 1 września 1792 zaciągnął się jako strzelec do 1. batalionu strzelców paryskich i już w listopadzie został awansowany przed współtowarzyszy na kapitana (w okresie rewolucji szybkie awanse były normą). Trafił do Armii Renu. Został pomocnikiem w sztabie generalnym przy generale de Custine.
Na początku epoki napoleońskiej służył w armii włoskiej, jednak już na początku 1800 wrócił do Armii Renu, gdzie dostał rozkaz wyparcia Austriaków spod Biberach an der Riß. Został ranny i kurował się w Paryżu.
W 1801 trafił do Hiszpanii. 17 sierpnia 1808 został dowódcą VII Korpusu "hiszpańskiej armii", który przebywał w Katalonii. Dopiero w 1811 po narodzinach Napoleona Franciszka Bonapartego, powrócił do Paryża.
Podczas wyprawy na Moskwę w 1812 Gouvion kierował VI Korpusem składającym się niemal wyłącznie z Bawarczyków. 16 sierpnia został ranny w bitwie pod Połockiem. Za bohaterską postawę Napoleon uczynił go marszałkiem I Cesarstwa Francuskiego. Był uważany za najlepszego mistrza defensywy owych czasów w Europie, przewyższając nawet diuka Wellington.
Podczas działań wojennych w Saksonii kierował XIV Korpusem. Po poddaniu Drezna udał się z resztkami oddziałów na południe. Gdy wrócił do Francji, na tronie zasiadał już Ludwik XVIII.
Poparł restauracje Burbonów, dwukrotnie został przez nich mianowany ministrem wojny (od 7 lipca 1815 do 26 września 1815 oraz od 12 września 1817 do 19 listopada 1819), a także ministrem marynarki i kolonii (od 23 czerwca do 12 września 1817). W 1817 otrzymał godność markiza. Zreorganizował armię francuską ustawą z 1818. Z powodu sporów z innymi członkami gabinetu, w 1819 wycofał się z życia politycznego. Osiadł w swoim prywatnym majątku i tam również 17 marca 1830 zmarł. Pochowany na cmentarzu Père-Lachaise w Paryżu. Autor wspomnień.

## Literatura
- Carl Bleibtreu, Marschälle, Generale, Soldaten Napoleons I., Lünen, Hamburg 1999, ISBN 3-931482-63-4, Repr. d. Ausg. Berlin 1899.
- Désiré Lacroix, Die Marschälle Napoleons I., Schmidt & Günther, Leipzig 1898.
- Artur Wójtowicz, Nowa szlachta, czyli o tytulaturze napoleońskiej słów kilka, Bytom 2008.